# 休謨 (澳大利亞國會選區)
休謨選區（英語：Division of Hume），是澳大利亞新南威爾斯州的下議院選區，位於州府悉尼和首都坎培拉之間，面積33,637平方公里。
選區始於1900年，是聯邦成立時的七十五個原始選區之一。因探險家威廉·休謨而得名。1919年至1984年是國家黨和工黨競爭的選區，此後是自由黨和國家黨之爭。2013年以來當區議員為自由黨的安格斯·泰勒。